# محمد بلقايد الهبري
محمد بلقايد الهبري الشريف الحسني الإدريسي (1911 - 1998) عالم دين إسلامي ومن شيوخ الطريقة الشاذلية في الجزائر ومؤسس الطريقة الهبرية وأحد أعلام التصوف، ولد عام 1911، وحفظ القرآن وتتلمذ على يدعلماء مدينة تلمسان ومنهم الإمام بوعروق والإمام حسين النجار وغيرهم ثم سافر إلى خارج الجزائر ليتلقى العلم عن صدور العلماء في مختلف البلدان ومنها الشام، وممن أجازه في العلوم الدينية الشيخ عبد الحي الكتاني والعلامة أحمد بن يلس الدمشقي وغيرهم كثير، توفي في تلمسان عام 1998.[بحاجة لمصدر]

## نسبه
يعتبر من آل البيت، ويمتد نسبه إلي السيد الحسن بن علي بن السيدة فاطمة الزهراء بنت النبي محمد رسول الله وسيدنا علي بن أبي طالب، ويرتد نسب الشيخ محمد بلقايد إلى أحد الاولياء الصالحين المستقبرين بوادي بني وليد غرب ليبيا وهو الشيخ : (قائد بن أبو القاسم بن إبراهيم بن أحمد بن خليفه بن سعيد بن محفوظ بن سايب بن خالد بن عبد الحكيم بن يحي بن عبد الله بن سالم بن علي بن عمر بن محمد بن السيد الشريف إدريس الأصغر بن إدريس الأكبر بن عبد الله بن الحسن المثنى بن الحسن السبط بن علي بن أبي طالب)  ،ويمتد نسبه الروحي من حيث طريق القوم إلى محمد الهبري المتصل السند بالعربي الدرقاوي، عن أبي الحسن الشاذلي، عن عبد السلام بن مشيش.

## حياته
عندما بلغ الثالثة عشرة من عمره، دخل طريق التصوف، فتلقى علوم التصوف والسلوك والتربية من أبيه، وتتلمذ على يد الإمام سيدي محمد الهبري.
وكان الشيخ بلقايد مدّة حياة شيخه الروحي هو الإمام محمد الهبري، وبعد ذلك أيضًا صاحب العلماء والعارفين وسافر إليهم، حيث كانوا متواجدين في الجزائر والمغرب وبلاد المشرق، فمنهم مَن قرأ عليه ومنهم مَن صاحبه واستفاد منه، وقد أجازه كلّ مَن لقيه سواء من المتقدمين كالمحدث عبد الحي الكتاني والحافظ أحمد بن الصدّيق الغُماري بالمغرب ومن المتأخرين كالشيخ عبد الفتاح أبو غُدّة في مصر.[بحاجة لمصدر]

## النضال ضد الفرنسيين
وفي أثناء الاحتلال الفرنسي كانت داره معقلًا للثورة قبل وبعد سنة 1954 ثم بعد الاستقلال برز بحقيقته فبدأ بعض الشباب يتوافد عليه في السبعينيات من القرن الماضي.[بحاجة لمصدر]

## علاقته بالشيخ الشعراوي

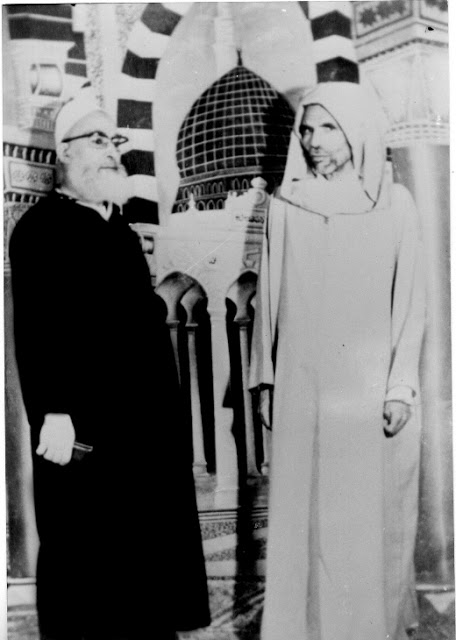
صورة للشيخ الشعراوي مع الشيخ بلقايد

سافر الشيخ محمد متولي الشعراوي في عام 1963 إلي الجزائر رئيساً لبعثة الأزهر هناك، وقد عاش الشيخ في الجزائر سبع سنوات، ارتبط فيها ارتباطاً شديداً بالشيخ محمد بلقايد، وكان الشعراوي يشارك بصفة دائمة في مجالسه وفي حلقات الدروس التي يعقدها.[بحاجة لمصدر]
لم ير الشعراوي الشيخ بلقايد من قبل، ولكنه عرفه عن طريق الرؤيا في المنام قبل أن يلقاه في الحقيقة في الجزائر، وذلك حيث عرض على الشيخ الشعراوي أن يسافر كرئيس لبعثة الأزهر إلى الجزائر ولكنه هم بالرفض، فجاءه رجل في الرؤيا يسأله لماذا لا تريد القدوم إلينا، وطلب منه السفر للجزائر، فغير الشيخ الشعراوي رأيه وقبل بالسفر.
في حفل الاستقبال الذي أقيم بمناسبة الذكرى الثامنة لاستقلال الجزائر في القصر الرئاسي بالجزائر، لمح الشيخ الشعراوي رجلًا جالسًا ضمن مجموعة من العلماء، وإذا به هو ذلك الشخص الذي جاءه في الرؤيا ولم يكن قد رآه من قبل، وحينها أسرع الشيخ الشعراوي إلى الإمام محمد بلقايد الذي رآه وابتسم له فتعانقا، وقد نظم الشعراوي قصيدة في مدح الإمام محمد بلقايد:

## وفاته
الجمعة يوم 28 ربيع الآخر 1419 الموافق 22 أغسطس 1998 وذلك بوهران و دفن يوم السبت بتلمسان في مقبرة العالم الربّاني سيدي السنوسي.

## أسرته
يعدّ الشيخ بلقايد أبا الشيخ عبد اللطيف بلقايد شيخ الطريقة البلقائدية الهبرية.

## وصلات خارجية
- الشيخ الشعراوى يمدح شيخه الصوفي محمد بلقايد الهبري على يوتيوب